# Anders Falker
Anders Falker, före adlandet Falker, född 1678 i Stockholm, död natten mellan den 8 och den 9 december 1743 i Stockholm, var en svensk statssekreterare och bruksägare.

## Biografi
Anders Falker föddes 1678 i Stockholm. Han var son till bryggaren Anders Jonsson Falck (död 1694) och Brita Clarman (död 1721). Efter avslutade studier blev Falker extra ordinarie kanslist i Kunglig Majestäts kansli och 23 september 1707 förflyttades han som fältbokhållare vid armén. Han blev generalkrigskommissarie vid krigsexpeditionen 1 februari 1716. Falker adlades Falker 6 september 1717 och introducerades på Sveriges Riddarhus som nummer 1538. Han blev extra ordinarie krigsråd i krigskollegium 30 september 1719, samt krigsråd i krigskollegium 1 oktober 1729 för att slutligen bli statssekreterare vid krigsexpedition 29 november 1737. Falker avled 1743 i Stockholm och begravdes i Söderbärke kyrka i Dalarna, där hans epitafium uppsattes.
Via sin hustru Anna Maria Cedercreutz, som ärvt en del av Svartåverken 1717, kom han efter sitt giftermål att bli verksam som bruksägare i den lilla bruksorten Svartå. Från mitten av 1720-talet löste han in de resterande arvslotterna för att 1742 bli ensam ägare till bruket. Han utökade verksamheten vid det övre bruket och flyttade hammaren vid Munkfors i Letälven till Svartå. Vid Falkers död 1743 övertog änkan Anna Maria och de tre barnen skötseln av bruket.

### Familj
Falker gifte sig 2 juni 1722 med Anna Maria Cedercreutz (1695-1776), dotter till brukspatronen Reinhold Tersmeden och Christina Börstelia. De fick tillsammans barnen Christina Birgitta Falker (1723–1786) som var gift med kammarherren Carl Ludvig Silfverstråle och fältmarskalken Samuel Gustaf Stierneld, Anna Maria Falker (1725–1743) och hovmarskalken Carl Falker (1732–1795). Sonen slöt ätten på svärdssidan 1795.